# Myriopholis perreti
Espèce
Synonymes
- Leptotyphlops perreti Roux-Estève, 1979

Myriopholis perreti est une espèce de serpents de la famille des Leptotyphlopidae.

## Répartition
Cette espèce se rencontre au Cameroun et au Gabon. Sa présence est incertaine en République du Congo

## Étymologie
Cette espèce est nommée en l'honneur de Jean-Luc Perret.

## Publication originale
- Roux-Estève, 1979 : Une nouvelle espèce de Leptotyphlops (Serpentes) du Cameroun: Leptotyphlops perreti. Revue Suisse de Zoologie, vol. 86, no 2, p. 463-466 (texte intégral).